# 图尔南 (杜省)
图尔南（法語：Tournans，法語發音：[tuʁnɑ̃]）是法国杜省的一个市镇，位于该省北部，属于贝桑松区。

## 地理
图尔南（47°24'49"N, 6°19'39"E）面积9.14 平方千米，位于法国勃艮第-弗朗什-孔泰大區杜省，该省份为法国东部内陆省份，北起上索恩省，西接汝拉省，东部及东南部与瑞士接壤，东北部与贝尔福地区省接壤。
与图尔南接壤的市镇（或旧市镇、城区）包括：巴特南莱米讷、拉布勒特尼耶尔、丰特诺特、于昂蒙特马尔坦、罗尼翁、塔朗、特鲁旺、韦尔讷。

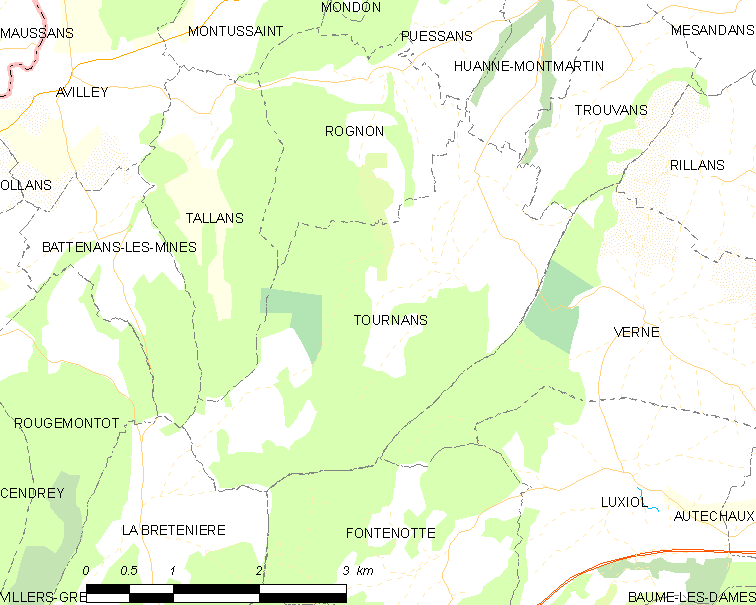
的OSM定位图

图尔南的时区为UTC+01:00、UTC+02:00（夏令时）。

## 行政
图尔南的邮政编码为25680，INSEE市镇编码为25567。

## 政治
图尔南所属的省级选区为博姆莱达姆县。

## 人口

1962-2008年间人口变化图示

图尔南于2022年1月1日时的人口数量为112人。